# (27977) Distratis
(27977) Distratis (1997 UK5) – planetoida z grupy pasa głównego asteroid okrążająca Słońce w ciągu 4,08 lat w średniej odległości 2,55 j.a. Odkryta 25 października 1997 roku.